# Irrenanstalt Chełm
Die Irrenanstalt Chełm war eine psychiatrische Anstalt in der Stadt Chełm östlich von Lublin in der Woiwodschaft Lublin.
Während des Zweiten Weltkriegs befand sie sich nach der deutschen Besetzung im Generalgouvernement. Am 12. Januar 1940 wurden etwa 440 Patienten der psychiatrischen Anstalt durch SS-Einheiten ermordet. Ab 1940 wurde die Anstalt als fiktive Anstalt weitergeführt. Unter den Bezeichnungen Irrenanstalt Chelm, Irrenanstalt Cholm oder Ortspolizeibehörde Chelm II mit der gleichlautenden Anschrift Postfach 822, Post Lublin, erstellte die Zentraldienststelle T4 falsche Todesurkunden und führte einen Briefwechsel mit Angehörigen beziehungsweise Fürsorgeträgern ermordeter jüdischer Patienten. Dazu wurde Ende 1940 vorgeblich in Chełm ein NS-Sonderstandesamt – dessen tatsächlicher Sitz sich in Berlin befand – eingerichtet, um den Schriftverkehr mit Angehörigen und Fürsorgeträgern zu führen.

## Krankenmorde am 12. Januar 1940
Am 6. Januar 1940 wurde die psychiatrische Anstalt von SS-Mitgliedern besichtigt und die Patientenliste geprüft.
Am 12. Januar 1940 erschien morgens eine SS-Einheit und forderte das Betreuungspersonal auf, die Klinik binnen zehn Minuten zu verlassen. Nur zehn Mitarbeiter sollten bleiben. Am Nachmittag ließ man die Patienten vom Personal aus dem Haus bringen. Wer sich wehrte, wurde aus dem Fenster geworfen. Vor den Eingängen wurden etwa 300 Männer, 124 Frauen und 17 Kinder erschossen.
Die Leichen wurden am folgenden Tag in provisorische Massengräber gebracht. Im Frühling 1940 wurden polnische Anwohner gezwungen, sie tiefer zu vergraben.
Der ganze Anstaltskomplex wurde beschlagnahmt und später als SS-Kaserne und Militärhospital verwendet.

## Fiktive Anstalt zur Verschleierung und Bereicherung
Um die Schicksale der jüdischen psychisch kranken Patienten sowie Behinderten, die im Rahmen der T4-Aktion ab Sommer 1940 in geschlossenen Transporten in die NS-Tötungsanstalten verbracht und ermordet wurden, zu verschleiern, wurde die Anstalt fiktiv weitergeführt. Unter dieser Bezeichnung wurden der Reichsvereinigung der Juden Betreuungskosten in Rechnung gestellt, gefälschte Sterbeurkunden eines NS-Sonderstandesamts versandt und Anfragen von Angehörigen beantwortet.
Aufgrund einer Anordnung des Reichsinnenministeriums vom 30. August 1940 waren jüdische geistig Behinderte im Reich an zentrale Sammelanstalten (Gießen, Egelfing-Haar, Heppenheim, Andernach, Düsseldorf-Grafenberg, Hamburg-Langenhorn, Berlin-Buch, Bunzlau, Am Steinhof in Wien und Wunstorf) zu verlegen. Von dort aus wurden sie in geschlossenen Transporten der Gemeinnützigen Krankentransportgesellschaft (kurz: Gekrat) zu den T4-Tötungsanstalten gebracht und dort ermordet. Für sie war es doppelt verhängnisvoll, Jude und Behinderter zu sein.
Nachdem die beteiligten Institutionen auf Rückfragen von Angehörigen und der Reichsvereinigung der Juden in Deutschland zunächst keine befriedigende Auskunft über den Verbleib der verlegten Patienten erteilen konnten, wurde von der Gekrat in Anlehnung an die 1939 erfolgten Judendeportationen nach Nisko und die im Februar 1940 erfolgte Deportation der Stettiner Juden nach Lublin vorgetäuscht, die Patienten seien ebenfalls in den Osten, und zwar in die inzwischen leergemordete und als Kaserne genutzte Irrenanstalt Chełm, verlegt worden.
Aus der T4-Zentrale wurden per Kurierdienst Sterbeurkunden und Trauerbekundungen mit gefälschten Angaben zu Todesursache, Todeszeitpunkt und Todesort sowie weitere Schreiben mit Absendeort Lublin versandt. Im Gegensatz zu ermordeten „arischen“ Patienten, deren Todeszeitpunkt meist um 6 Tage bis zu 4 Wochen vordatiert wurde, ist dieser Zeitraum bei Juden regelmäßig bis auf ein dreiviertel Jahr – in Extremfällen sogar bis zu anderthalb Jahre – vordatiert worden und die Angehörigen erhielten entsprechend spät erst Nachricht vom „Ableben“ der Patienten.
Die Schreiben enthielten im Briefkopf die Angabe Irrenanstalt Chelm, Irrenanstalt Cholm oder Ortspolizeibehörde Chelm II mit der Anschrift Postfach 822, Post Lublin. Das Aktenzeichen dieser Schreiben aus Chełm begann generell mit einem X und einer laufenden Nummer (im Gegensatz zu den regulären Tötungsanstalten, wo zum Beispiel A für Grafeneck oder D für Sonnenstein stand).
Nach dem Krieg behaupteten Viktor Brack und andere T4-Funktionäre bei ihren Prozessen, die jüdischen geistig Behinderten seien ins Generalgouvernement verlegt worden. Auch Nachkriegshistoriker verwendeten die Darstellung aufgrund der gefälschten Urkunden häufig und bewerteten diese als wahr.